# ばぁちゃんロード
『ばぁちゃんロード』は、2018年4月14日公開の日本映画。篠原哲雄監督作品、文音・草笛光子のダブル主演。映画美学校「プロット・コンペティション2016」最優秀作品の上村奈帆によるプロットの映画化で、結婚を控えた孫娘と脚を怪我して施設暮らしの祖母がバージンロードを一緒に歩くという目標に向かってリハビリに奮闘する姿を描く。

## あらすじ
富山県氷見市に暮らす田中夏海は、高校の同級生である漁師の荒木大和にプロポーズされる。
結婚を決めた二人は夏海の両親にその報告を果たすが、彼女にはどうしてももう一人、伝えたい大切な人がいた。それは『ばぁちゃん』である、高山キヨだった。
両親が共働きだったため、幼い頃からキヨに育てられたばぁちゃんっ子の夏海。だが、施設に入ったことで気落ちするキヨから「もうここには来ないで」と言われ、ショックを受けそのまま疎遠になっていたのだった。
キヨと再会した夏海は車椅子生活で元気をなくした彼女に戸惑うが、以前の明るさを取り戻してほしいと願う。「あたし、ばぁちゃんと一緒にバージンロードを歩きたいの」という一言から、止まっていた時計の針が再び動き始める。

## キャスト
田中夏海
演 - 文音
氷見市に暮らす女性。高校の同級生だった大和と付き合っている。
両親が共働きだったため、大のばぁちゃんっ子として育つ。
高山キヨ
演 - 草笛光子
夏海の母方の祖母。
庭仕事の最中に脚を骨折し、それを機に施設に入った。
荒木大和
演 - 三浦貴大
夏海の彼氏。氷見港で漁師として働いている。
漁船を1隻任されることになり、夏海にプロポーズする。
田中匠
演 - 鶴見辰吾
夏海の父。
一人娘の結婚を目前にし、複雑な心境を見せる。
庄司哲也
演 - 桜田通
キヨが入所している施設の理学療法士。
キヨのリハビリに親身になって協力する。

## スタッフ
- 監督 - 篠原哲雄
- 脚本 - 上村奈帆
- 音楽 - かみむら周平
- 制作統括 - 黒澤満
- エグゼクティブプロデューサー - 遠藤茂行
- プロデューサー - 佐藤現、近藤あゆみ
- 音楽プロデューサー - 津島玄一
- キャスティングディレクター - 杉野剛
- 撮影 - 喜久村徳章
- 照明 - 才木勝
- 録音 - 臼井勝
- 美術 - 寺尾淳
- 衣裳 - 遠藤良樹
- ヘアメイク - 清水美穂
- 編集 - 小原聡子
- 助監督 - 竹田正明
- 製作 - 「ばぁちゃんロード」製作委員会（オフィスレン、セントラル・アーツ、東北新社）

## 主題歌
大貫妙子「この道」
作詞：北原白秋／作曲：山田耕筰